# Франсис Коклен
Франсис Коклен (на френски: Francis Coquelin) е френски футболист, който играе за френския Нант. Играе на поста дефанзивен полузащитник, но се справя добре и като десен полузащитник и десен бек.

## Клубна кариера

### Арсенал

#### Сезон 2008/09
През юли 2008 г. Коклен преминава в Арсенал от Стад Лаволоа след успешно преминат тестов период. Участва в контролите на първия отбор срещу Барнет и Халадаш. На 23 септември 2008 г. Коклен прави дебюта си в официален мач на Арсенал, заменяйки Фран Мерида, за да играе на десния бек, а Арсенал побеждава Шефилд Юнайтед с 6-0. Първия си гол за резервите на Арсенал отбелязва срещу резервите на Стоук Сити на 5 октомври 2008 г.

#### Сезон 2009/10
Коклен започва сезона като титуляр за резервите на Арсенал, вкарвайки 2 гола в 12 мача. На 22 септември 2009 г. изиграва първия си мач като титуляр за първия отбор в мач от Купа на лигата срещу Уест Бромич Албиън и изиграва 58 минути преди да бъде заменен от Марк Рандал. В следващия кръг отново взема участие в мач на първия отбор, заменяйки през второто полувреме отново Фран Мерида при победата с 2-1 над Ливърпул. Изиграва слаб мач като титуляр при загубата от Стоук Сити с 3-1 в третия кръг на ФА Къп и бива заменен през второто полувреме от Аарън Рамзи.

#### Под наем в Лориан
През лятото на 2010 г. Коклен преминава във френския елитен Лориан под наем до края на сезона. На 14 август 2010 г. прави дебюта си за отбора, влизайки като резерва срещу Ница при загубата с 2-1. При загубата с 6-3 от Лил, Коклен прави първата си асистенция за Лориан. Първия си гол в професионалния футбол отбелязва при победата с 2-1 над Рен. По време на наема си изиграва 24 мача във френската Лига 1 и един мач в турнира за Купата на Франция. Отбелязва и един гол.

#### Сезон 2011/12
Коклен не взима участие в предсезонната посготовка заради участието си на Световното първенство до 20 години с отбора на Франция. На 28 август изиграва първия си мач за сезона срещу отбора на ФК Манчестър Юнайтед. Коклен изиграва 63 минути преди да бъде сменен от Алекс Окслейд-Чембърлейн. Втория си мач като титуляр изиграва срещу кръвния враг Тотнъм. Арсенал губи мача с 2-1, но Коклен е избран за играч на мача от феновете в официалния сайт на клуба. на 6 декември 2011 г. прави дебюта си в турнира шампионска лига, изигравайки 67 минути преди да бъде сменен от Томаш Росицки в мача срещу Олимпиакос. На 10 януари 2012 г. Коклен подписва нов договор с Арсенал.
Записва асистенция при победата със 7-1 над Блякбърн Роувърс, подавайки на Робин ван Перси.

#### Сезон 2012/13
За старта на новия сезон Коклен сменя номера си от 39 на 22. Първия си старт за сезона прави при победата с 6-1 над Саутхямптън. Изиграва 65 минути преди да бъде заменен от Аарън Рамзи. Появява се като резерва в 88 минута в мачът от Шампионска лига срещу Монпелие, заменяйки Санти Касорла.

## Национален отбор
Франсис минава през всяко едно младежко ниво на френския национален отбор, играейки за нивата от 17 до 21 години. Изиграва ключова роля за спечелването на Европейското първенство до 19 години от Франция. В него той стартира като титуляр в 4 от 5-те мача. В полуфинала срещу Хърватска записва асистенция към Седрик Бакамбу за победния гол.
Коклен е избран за участие в Световното първенство до 20 години. Започва като титуляр във всичките седем мача на Франция, а отбора му завършва на четвърто място в надпреварата.
Получава директен червен картон в дебюта си за Франция до 21 години срещу Словакия.

## Отличия

### Клубни
- Висша лига на академиите на футболните отбори: 2008/09
- Младежка купа на ФА: 2008/2009

### Национални
- Европейско първенство до 19 години: 2010